# Vlčkovice v Podkrkonoší
Vlčkovice v Podkrkonoší (deutsch Wölsdorf) ist eine Gemeinde in Tschechien. Sie liegt acht Kilometer südöstlich von Dvůr Králové nad Labem und gehört zum Okres Trutnov.

## Geographie
Die Gemeinde erstreckt sich südlich des Königreichwaldes im Tal des Baches Drahyně, dem in Dolní Vlčkovice rechtsseitig der Bach Vlčkovický potok zufließt. Südlich erhebt sich der Vrchy (332 m) und nordwestlich der Ptačinek (333 m). Gegen Nordwesten befindet sich der Stauweiher Vlčkovický rybník.
Nachbarorte sind Kašparova Hora, Kohoutov und Kladruby im Norden, Bokouš, Kopaniny und Výhled im Nordosten, Velká Bukovina, Chvalkovice und Střeziměřice im Osten, Zaječí, Sebuč und Krabčice im Südosten, Běluń, Heřmanice, Brod, Slotov und Sedmidomí im Süden, Kuks, Kuksovský Mlýn und Stanovice im Südwesten, Žireč und Rycholko im Westen, sowie U Valášků und Choustníkovo Hradiště im Nordwesten.

## Geschichte
Das Dorf wurde wahrscheinlich in der zweiten Hälfte des 13. Jahrhunderts im Zuge der Kolonisation des Königreichwaldes unter Ottokar II. Přemysl durch deutsche Siedler angelegt. Der Ortsname leitet sich von einem Lokator Wolf her. Die erste schriftliche Erwähnung von Wlczkowicze erfolgte 1410 als Lehngut unter der Burg Hradiště. Im Jahre 1415 kaufte Jan von Opočno das Gut von Johann von Rothsteins Witwe Sophie. Drei Jahre später erwarb Hano von Kohoutov das Gut. Nachfolgende Besitzer waren Hanos Sohn Bohuňek von Kohoutov und ab 1492 Wenzel und Niklas von Neudorf.
Im Jahre 1515 wurde der Ort als Wolfsdorf bezeichnet. Diviš Slavata von Chlumec verkaufte 1541 das Gut zusammen mit Hradiště und weiteren Dörfern an Niklas Petzinger von Bidschin. 1561 erbte dessen zweiter Sohn Balzar den Besitz. In Horní Vlčkovice ließ Hermann Wilhelm Petzinger als seinen Sitz eine kleine Feste erbauen. Zusammen mit seinem Bruder Albrecht kämpfte er während des böhmischen Ständeaufstandes 1618 auf Seiten der Protestanten. Nach der Schlacht am Weißen Berg flohen beide aus Böhmen. 1622 wurde die Hälfte ihres Besitzes, darunter Vlčkovice und Hradiště, für verlustig erklärt und an den General Johann von Sporck überlassen. Die Hofkammer hob dies jedoch zum Teil wieder auf und verkaufte das Gut Vlčkovice am 21. Jänner 1623 für 23.842 Gulden und 56 Kreuzer an Albrecht von Waldstein. Im Jahr darauf überließ Waldstein das Gut Maria Magdalena Trčka von Lobkowitz, die es wieder mit der Herrschaft Hradiště vereinigte. Ihr folgte ihr Sohn Adam Erdmann Trčka von Lípa, der 1654 zusammen mit Albrecht von Waldstein in der Egerer Mordnacht starb. Anschließend wurde Trčka eine Beteiligung an einer antihabsburgischen Verschwörung unterstellt und seine Güter konfisziert. Die Herrschaft Hradiště wurde Johann von Sporck übereignet.
Im Jahre 1654 wurde der Ort als Wlczkowicze bzw. Wolssdorf und 1713 als Woelssdorf bezeichnet. Während des Siebenjährigen Krieges wurde das Dorf am 10. Juli 1762 von mit den Preußen verbündeten Kosaken besetzt und gegen Brandschatzung 112 Dukaten erhoben. Nach dem Ausbruch des Bayerischen Erbfolgekrieges fiel im Juli 1778 die preußische Armee mit 32 Bataillonen und 60 Hundertschaften Kavallerie in Wölsdorf ein. Die meisten der Bewohner flohen mit dem Vieh und den wichtigsten Habseligkeiten über die Elbe, wo sich bei Dubenec die zerschlagenen k.k. Truppen sammelten. Friedrich II. schlug in Wölsdorf sein Hauptquartier auf. Am 15. August 1778 zogen sich die Preußen wieder aus dem geplünderten und verwüsteten Dorf zurück. Sie hinterließen mehrere Massengräber, obwohl es in der Gegend zu keinem größeren Gefecht gekommen war. Kaiser Joseph II. besichtigte am 6. September 1778 das ehemalige Hauptquartier seines Gegners.
1790 wurde das Dorf Wlzkowicze, Wlcžkovicze bzw. Welsdorf genannt. Aus dem Jahre 1836 sind die Namensformen Wlčkovice bzw. Wölsdorf überliefert. Bis zur Mitte des 19. Jahrhunderts blieb das Dorf immer nach Gradlitz untertänig. 1849 begann in der Ortsmitte anstelle der Marienkapelle auf dem Friedhof der Bau der Kirche. Dabei wurde auch der Friedhof aufgegeben und nördlich davon am Hang über dem Dorf ein neuer angelegt.
Nach der Aufhebung der Patrimonialherrschaften bildeten Nieder Wöllsdorf/Vlčkovice Dolní (mit Kasparberg/Kašparova Hora) und Ober Wöllsdorf/Vlčkovice Horní ab 1850 zwei eigenständige Gemeinden in der Bezirkshauptmannschaft Königinhof. Während des Deutschen Krieges zogen am 29. Juni 1866 nach dem Gefecht bei Schweinschädel Einheiten des V. Korps der II. preußischen Armee durch den Ort. Die tschechischen Namensformen Dolní Vlčkovice und Horní Vlčkovice wurden 1918 eingeführt. Im Jahre 1930 lebten in Nieder Wölsdorf 400 und in Ober Wölsdorf 464 Personen. In den 1930er Jahren bestanden in Wölsdorf zwei Bronzewarenfabriken, die Gebr. Seliska sowie Anton Herles & Söhne. An der Stelle der ehemaligen Feste Ober Wölsdorf befand sich eine Tintenfabrik.
Nach dem Münchner Abkommen wurden beide Gemeinden 1938 dem Deutschen Reich zugeschlagen, sie gehörten bis 1945 zum Landkreis Trautenau. 1939 hatte Nieder Wölsdorf 378 Einwohner, in Ober Wölsdorf waren es 441. Nach dem Ende des Zweiten Weltkrieges kamen beide Gemeinden zur Tschechoslowakei zurück und wurden wieder Teil des Okres Dvůr Králové nad Labem. Die deutsche Bevölkerung wurde vertrieben und Wolhynientschechen aus der Svoboda-Armee angesiedelt. Im Jahre 1949 wurden Dolní Vlčkovice und Horní Vlčkovice zu einer Gemeinde Vlčkovice zusammengeschlossen, die 1950 in Vlčkovice v Podkrkonoší umbenannt wurde. Nach der Aufhebung des Okres Dvůr Králové nad Labem wurde die Gemeinde 1961 Teil des Okres Trutnov.
Katholischer Pfarrort ist Hořičky, die Pfarre der CČSH ist Dvůr Králové nad Labem.

## Gemeindegliederung
Die Gemeinde Vlčkovice v Podkrkonoší besteht aus den Ortsteilen Dolní Vlčkovice (Nieder Wölsdorf) und Horní Vlčkovice (Ober Wölsdorf).

## Sehenswürdigkeiten
- Kirche des hl. Josef, sie entstand in den Jahren 1849 bis 1850 in der Ortsmitte anstelle der barocken Kapelle der Jungfrau Maria aus dem Jahre 1703. Ab 1853 war die Gemeinde Lokalkaplanei, ab 1887 selbständige Pfarrei. Die Kirche ist ein einschiffiger orientierter Bau mit Turm an der Westseite. Der Chor ist polygonal abgeschlossen. Die Kirche ist außen grob geputzt. Die Glocke von 1778 trägt lateinische und deutsche Inschrift.[2]

- Hofmann-Sauer-Kapelle am Friedhof; nachdem der Einwohner Josef Hofmann 1870 eine Parzelle am Friedhof erworben hatte, ließ er darauf eine Familiengrabkapelle erbauen, die er auch für öffentliche Gottesdienste zur Verfügung stellte. Unter drei Steinplatten im Kapellenfußboden wurden die Särge beigesetzt. Die Kapelle befindet sich derzeit in einem maroden Zustand, sämtliche Ausschmückungen sind abhandengekommen. Erhalten sind lediglich an der linken Seite sieben Tafeln mit Namen der Beigesetzten, von denen vier zur Familie Hofmann und drei zur Familie Sauer angehörten.[3]
- Sühnekreuz in Dolní Vlčkovice
- Zwei Reliefs aus der ehemaligen Feste Wilhelm Petzingers in Dolní Vlčkovice. Sie waren nach dem Abriss der Feste zunächst an der Tintenfabrik angebracht und wurden nach deren Auflösung in der zweiten Hälfte des 20. Jahrhunderts am Haus Nr. 20, dem Verwaltungssitz der JZD, angebracht.

## Söhne und Töchter der Gemeinde
- Johann Faltis (1796–1876), böhmischer Unternehmer und Begründer der mechanischen Flachsspinnerei in Österreich
- Vinzenz Elsner (1861–1970), Lehrer und Heimatforscher
- Walter Nitsch (* 1927), Architekt